# Kaaka Kaaka
Kaakha Kaakha – indyjski (dokładnie tamilski z tzw. Kollywoodu) film akcji z 2003 roku, którego akcja rozgrywa się w Ćennaj na południu Indii. W rolach głównych występują Surya Sivakumar (Ghajini), Jyothika i Jeevan. Film wyreżyserował Gautham Menon, autor Pachaikili Muthucharam i Vettaiyadu Villaiyadu, a muzykę do niego napisał Harris Jayaraj. W Tamilnadu należał do pięciu najbardziej oglądanych filmów 2003 roku. To trzeci film, w którym małżeństwo Surya i Jyothika wystąpiło razem. Film stał się przełomowy w jego karierze, zyskując mu wielu fanów.

## Obsada
| Aktor           | Rola              |
| --------------- | ----------------- |
| Surya Sivakumar | Anbuchelvan       |
| Jyothika        | Maya              |
| Jeevan          | Pandian (Pandya)  |
| Daniel Balaji   | Shrikanth         |
| Devadarshini    | Swathi            |
| Vivek Anand     | Arul              |
| Rajan           | Sethu             |
| Yog Japi        | Ilamaran          |
| Gautham Menon   | Vasudeva Nair     |
| Ramya Krishnan  | tancerka w klubie |
| Sathyaraj       | End Credits       |

## Piosenki
- Ennaikonjam
- Ondra Renda (Ondraa Rendaa)
- Oru Ooril
- Thoodhu Varuma (Thoodhu Varumaa)
- Uyirin Uyirae (Uyirin Uyire)
- Yennai Konjam